# Be Your Own Pet

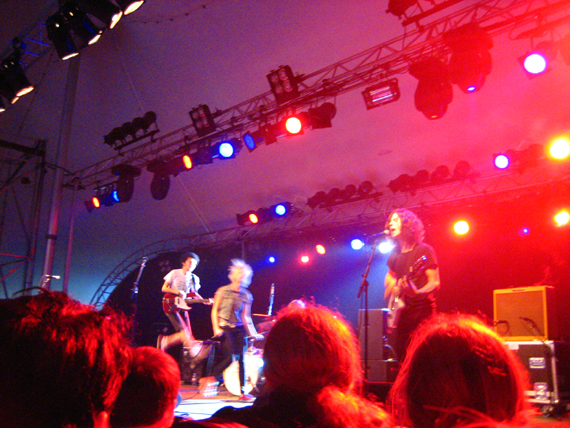
Indie/Garage punk band Be Your Own Pet live in concert

Be Your Own Pet (ou BYOP) são uma banda de indie rock norte-americana de Nashville, Tennessee, fundada em 2004.

## Membros
- Jemina Pearl - vocalista
- Nathan Vasquez - baixo
- Jonas Stein - guitarra
- John Eatherly - bateria

## Discografia
- Be Your Own Pet (27 de Março de 2006 (Ecstatic Peace/XL) #47 UK
- Get Awkward (18 de Março de 2008 (Ecstatic Peace/XL) #101 UK, (#7 UK Indie)

## Be Your Own Pet (primeiro album)
Be Your Own Pet ganhou "a pior capa do mês" na revista Vice.
Faixas
1. "Thresher's Flail" – 2:07
2. "Bunk, Trunk, Skunk" – 1:28
3. "Bicycle, Bicycle, You Are My Bicycle" – 2:06
4. "Wildcat!" – 1:23
5. "Adventure" – 2:32
6. "Fuuuuun" – 1:20
7. "Stairway to Heaven" – 1:45
8. "Bog" – 2:18
9. "Girls on TV" – 2:29
10. "We Will Vacation, You Can Be My Parasol" – 2:03
11. "Let's Get Sandy (Big Problem)" – 0:58
12. "October, First Account" – 2:59
13. "Love Your Shotgun" – 3:00
14. "Fill My Pill" – 3:26
15. "Ouch" – 3:26

## Get Awkward
É o segundo álbum de estúdio da banda.
Lista de faixas no Reino Unido
1. "Super Soaked" – 2:34
2. "Black Hole" – 2:25
3. "Heart Throb" – 2:12
4. "Becky" – 3:00
5. "The Kelly Affair" – 2:32
6. "Twisted Nerve" – 3:03
7. "Blow Yr Mind" – 0:44
8. "Bummer Time" – 1:59
9. "Bitches Leave" – 2:25
10. "You're a Waste" – 2:38
11. "Food Fight!" – 1:05
12. "Zombie Graveyard Party!" – 2:03
13. "What's Your Damage?" – 2:19
14. "Creepy Crawl" – 2:51
15. "The Beast Within" – 3:54

Lista de faixas nos Estados Unidos
1. "Super Soaked" – 2:34
2. "The Kelly Affair" – 2:32
3. "Twisted Nerve" – 3:03
4. "Heart Throb" – 2:12
5. "Bitches Leave" – 2:25
6. "Bummer Time" – 1:59
7. "You're a Waste" – 2:38
8. "Food Fight!" – 1:05
9. "Zombie Graveyard Party!" – 2:03
10. "What's Your Damage?" – 2:19
11. "Creepy Crawl" – 2:51
12. "The Beast Within" – 3:54

"Black Hole", "Becky" e "Blow Yr Mind" foram removidas pela Universal que as considera "muito violentas".

## Singles

### Singles
| Release Date | Release Date | Details                                       | Chart Position | Chart Position | Notes                 |
| Release Date | Release Date | Details                                       | UK             | UK Indie       | Notes                 |
| ------------ | ------------ | --------------------------------------------- | -------------- | -------------- | --------------------- |
| 2004         | September    | "Damn Damn Leash" (Infinity Cat)              | 68             | -              |                       |
| 2005         | June         | "Fire Department" (Rough Trade/Infinity Cat)  | 59             | -              |                       |
| 2005         | November     | "Extra Extra" (Infinity Cat)                  | -              | -              |                       |
| 2005         |              | "Extra Extra Handmade Edition" (Infinity Cat) | -              | -              | Limited to 100 copies |
| 2005         |              | "Girls on TV" (Self Released)                 | -              | -              | Tour-only single      |
| 2006         | January      | "Let's Get Sandy (Big Problem)" (XL)          | 51             | -              |                       |
| 2006         | March        | "Adventure" (XL)                              | 36             | -              |                       |
| 2006         | June         | "Bicycle, Bicycle, You Are My Bicycle" (XL)   | -              | -              | Download-only single  |
| 2008         | March 3      | "Food Fight! (XL)                             | -              | 8              | 7" and Download-only  |
| 2008         | March 3      | "Super Soaked (XL)                            | -              | 5              | 7" and Download-only  |
| 2008         | March 10     | "The Kelly Affair (XL)                        | -              | 6              | 7" and Download-only  |
| 2008         | March 17     | "Black Hole (XL)                              | -              | 5              | 7" and Download-only  |

)